# Кант, Герман
Герман Кант (нем. Hermann Kant; 14 июня 1926[…], Гамбург — 14 августа 2016[…], Нойштрелиц, Мекленбург — Передняя Померания) — немецкий писатель и общественный деятель. Председатель Союза писателей ГДР (1978—1990). Академик Академии искусств ГДР (1969).

## Биография
Родился в небогатой семье садовника, которая в 1940 году из-за постоянных бомбёжек города решила перебраться в Пархим, где жил дед будущего писателя. Здесь после окончания средней школы Кант стал учиться на электрика. В 1944 году был призван на фронт и вскоре попал в польский плен. Во время пребывания в варшавском трудовом лагере Кант активно участвовал в деятельности антифашистского комитета, а после освобождения в 1949 году вступил в ряды СЕПГ.
В 1952 году закончил рабочий факультет в Грайфсвальде. В 1952—1956 годах изучал германистику в Берлинском университете имени Гумбольдта (тема диплома «Изображение политико-идеологических структур немецко-фашистских войск в романе Теодора Пливье „Сталинград“»). До 1957 года работал научным ассистентом в университетском Институте германистики, а с 1957 по 1959 — главным редактором студенческого журнала «tua res», затем устроился в редакцию литературного журнала «Neue Deutsche Literatur».
В 1962 году вышла дебютная книга Канта, сборник рассказов «Немножко южного моря» (нем. Ein bisschen Südsee), а в 1965 году — роман «Актовый зал» (нем. Die Aula), принесший писателю первый успех.

## Общественно-политическая деятельность
После получения диплома о высшем образовании начал активно участвовать в деятельности университетской партийной ячейки. В 1974—1979 годах являлся членом окружного комитета СЕПГ в Берлине, а в 1986—1989 годах — Центрального Комитета СЕПГ. В 1981 году был избран депутатом Народной палаты ГДР.
В 1959 году вступил в Союз немецких писателей, с 1969 года являлся его вице-президентом, а в 1978—1990 годах — президентом. За время работы Канта в руководящих структурах был лишён гражданства Вольф Бирман и исключены из Союза писателей Адольф Эндлер, Стефан Гейм, Карл-Хайнц Якобс и Клаус Шлезингер. Тем не менее, в 1987 году писатель поддержал инициативу Гюнтера де Бройна и Кристофа Хайна по смягчению цензуры в литературе. С 1967 по 1982 год являлся членом президиума ПЕН-центра ГДР, а с 1969 по 1992 год — Академии искусств.
После объединения Германии Кант не раз подвергался критике за проводимую им политику во время пребывания на руководящих постах в партии и Союзе писателей, а также был обвинен в многолетнем сотрудничестве с Штази.

## Произведения
- 1962 — «Немного южного моря» (нем. Ein bisschen Südsee, сборник рассказов)
- 1965 — «Актовый зал» (нем. Die Aula, роман)
- 1971 — «В Стокгольме» (нем. In Stockholm, путевые заметки)
- 1972 — «Выходные данные» (нем. Das Impressum, роман)
- 1975 — «Переход» (нем. Eine Übertretung, сборник рассказов)
- 1977 — «Остановка в пути» (нем. Der Aufenthalt, роман)
- 1981 — «Третий гвоздь» (нем. Der dritte Nagel, сборник рассказов)
- 1981 — «Zu den Unterlagen» (сборник публицистических очерков 1957—1980 годов)
- 1986 — «Бронзовый век» (нем. Bronzezeit, сборник рассказов)
- 1987 — «Сумма» (нем. Die Summe, сборник сатирических повестей)
- 1991 — «заключи́тельные ти́тры» (нем. Abspann[4], воспоминания)
- 1994 — «Корморан» (нем. Kormoran, роман)
- 2002 — «Окарина» (нем. Okarina, роман)
- 2005 — «Кино» (нем. Kino, роман)
- 2010 — «Kennung» (роман)

## Экранизации
- 1962 — «Ach, du fröhliche…» (режиссёр Гюнтер Райш, по сценарию Г. Канта)
- 1968 — «Mitten im kalten Winter» (телефильм, режиссёр Ульрих Тайн)
- 1971 — «Männer ohne Bart» (режиссёр Райнер Симон)
- 1983 — «Der Aufenthalt» (режиссёр Франк Байер, по роману «Остановка в пути»)
- 1991 — «Farßmann oder Zu Fuß in die Sackgasse» (режиссёр Роланд Эме, по рассказам Г. Канта)

## Награды
- 1962 — Премия Генриха Гейне
- 1963 — Литературная премия Объединения свободных немецких профсоюзов
- 1967 — Премия Генриха Манна
- 1973 — Национальная премия ГДР
- 1976 — Орден «За заслуги перед Отечеством» 2-й степени
- 1978 — звание Героя Труда ГДР
- 1980 — Почётный доктор Грайфсвальдского университета
- 1983 — Национальная премия ГДР 1-й степени
- 1986 — Орден «За заслуги перед Отечеством» 1-й степени
- 1986 — Орден Дружбы народов